# Rupert Schiffrer
Rupert Schiffrer (* 12. Februar 1924 in Klagenfurt, Kärnten; † 7. April 2004 ebenda) war ein österreichischer Politiker der Freiheitlichen Partei Österreichs (FPÖ).

## Ausbildung und politische Funktionen
Nach dem Besuch der Grundschulen ging er an eine Berufsschule und lernte den Beruf des Kaufmannes. Er wurde kaufmännischer Angestellter und durch seine Arbeit bedingt führte er ein vielreisendes Leben. Im Jahr 1969 hatte sich Rupert Schiffrer selbstständig gemacht. Er gründete eine Handelsagentur und wurde Kommerzialrat.

## Politische Funktionen
- 1970: Kammerrat
- 1973: Mitglied des Gemeinderates der Landeshauptstadt Klagenfurt
- 1975–1979: Vizepräsident der Kammer der gewerblichen Wirtschaft für Kärnten
- 1976: Gremial-Ausschussmitglied der Bundeskammer der gewerblichen Wirtschaft
- 29. Oktober 1979–1989: Abgeordneter zum Kärntner Landtag (24. und 25. Gesetzgebungsperiode), FPÖ (Nachfolger von Mario Ferrari-Brunnenfeld)

## Politische Mandate
- 21. April 1989 bis 29. Oktober 1989: Mitglied des Bundesrates (XVII. Gesetzgebungsperiode), FPÖ